# Heteropterys amplexicaulis
Heteropterys amplexicaulis är en tvåhjärtbladig växtart som beskrevs av Thomas Morong. Heteropterys amplexicaulis ingår i släktet Heteropterys och familjen Malpighiaceae. Inga underarter finns listade i Catalogue of Life.